# Чемпионат мира по шоссейным велогонкам 2018 — индивидуальная гонка (андеры)

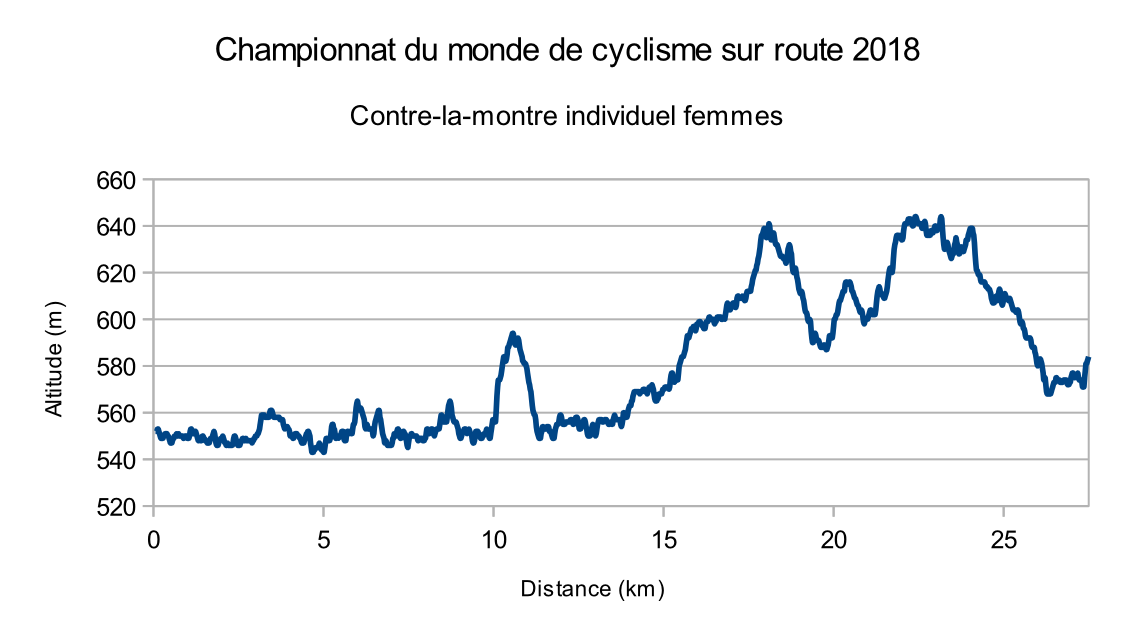
Профиль трассы

Индивидуальная гонка с раздельным стартом у андеров на чемпионате мира по шоссейным велогонкам 2018 года прошла 24 сентября в австрийском Инсбруке.

## Участники
Страны-участницы определялись на основании рейтинга UCI World Ranking. Максимальное количество гонщиков в команде не могло превышать 2 человек при условии что один из них участвует в групповой гонке. Помимо этого вне квоты могли участвовать действующие чемпионы континентальных чемпионатов. Всего участие приняло 71 участник из 42 стран.
| 3 участника    | 2 участника | 1 участник |
| Дания · Италия | Австрия · Бельгия · Канада · Эритрея · Испания · Эстония · США · Эфиопия · Франция · Великобритания · Германия · Венгрия · Ирландия · Япония · Люксембург · Монголия · Нидерланды · Норвегия · Португалия · ЮАР · Россия · Руанда · Словения · Сербия · Швейцария · Словакия · Украина | Австралия · Азербайджан · Буркина-Фасо · Кипр · Чехия · Казахстан · Марокко · Северная Македония · Польша · Сирия · Китайский Тайбэй · Тринидад и Тобаго |

## Маршрут
Протяженностью маршрута составила 27,8 километра. Старт располагался в центре парка приключений "Swarovski Crystal Worlds" в города Ваттенс. Затем дистанция проходила по всему району Инсбрука в городах Кользас и Вер где пересекали реку Инн. Далее следовали в Фритценс, район Брюке-Хёттингер-Аю до Святого Николауса, где они пересекали мост Кеттенбрюке. Финишный отрезок проходил по широкому бульвару Rennweg до финиша перед Императорским дворцом Хофбург.

## Результаты
| \| Генеральная классификация \| Генеральная классификация \| Генеральная классификация \| Генеральная классификация \| Генеральная классификация \| \| Гонщик \| Гонщик \| Команда \| Время \| \| \| ------------------------- \| ------------------------- \| ------------------------- \| ------------------------- \| ------------------------- \| \| 1-й \| Миккель Бьерг \| Дания U23 \| 32' 31 \| \| \| 2-й \| Брент Ван Мер \| Бельгия U23 \| + 33 \| \| \| 3-й \| Матиас Йёргенсен \| Дания U23 \| + 38 \| \| \| 4-й \| Эдоардо Аффини \| Италия U23 \| + 44 \| \| \| 5-й \| Итан Хейтер \| Великобритания U23 \| + 45 \| \| \| 6-й \| Тобиас Фосс \| Норвегия U23 \| + 50 \| \| \| 7-й \| Брэндон Макналти \| США U23 \| + 52 \| \| \| 8-й \| Стефан Де Бод \| ЮАР U23 \| + 59 \| \| \| 9-й \| Маттео Собреро \| Италия U23 \| + 1' 01 \| \| \| 10-й \| Каллум Скотсон \| Австралия U23 \| + 1' 01 \| \| |                  |                    |         |
| |                  |                    |         |
| Источник: ProCyclingStats |                  |                    |         |
| Генеральная классификация |                  |                    |         |
| Гонщик | Гонщик           | Команда            | Время   |
| 1-й | Миккель Бьерг    | Дания U23          | 32' 31  |
| 2-й | Брент Ван Мер    | Бельгия U23        | + 33    |
| 3-й | Матиас Йёргенсен | Дания U23          | + 38    |
| 4-й | Эдоардо Аффини   | Италия U23         | + 44    |
| 5-й | Итан Хейтер      | Великобритания U23 | + 45    |
| 6-й | Тобиас Фосс      | Норвегия U23       | + 50    |
| 7-й | Брэндон Макналти | США U23            | + 52    |
| 8-й | Стефан Де Бод    | ЮАР U23            | + 59    |
| 9-й | Маттео Собреро   | Италия U23         | + 1' 01 |
| 10-й | Каллум Скотсон   | Австралия U23      | + 1' 01 |